# メルボメンズウェアー
メルボメンズウェアー株式会社は、大阪市中央区本町に本社を置く紳士服販売会社。青山商事のグループ企業。

## 会社概要
東京・名古屋・大阪・札幌・九州を中心とした主要都市でパターンオーダースーツ専門店「麻布テーラー」を展開。
もともとは1918年に大阪で創業し、老舗の紳士服メーカーとして知られたメルボ紳士服の系列会社であったが、親会社のメルボ紳士服による、質を重視した高級感を前面に打ち出した経営戦略が失敗したことや、青山商事・はるやま商事といった後発企業に押されて経営が悪化したことなどから、2001年11月12日に民事再生法を適用し、現在は業績を回復。
「麻布テーラー」は都内を中心に全国28店舗で展開している。
麻布テーラーはスポーツ界においてもオフィシャルスーツとして採用するチームも多く、過去にはWBC日本代表、現在は北海道日本ハムファイターズや浦和レッドダイヤモンズ（2011年7月から）などが採用している。
2022年4月1日付で親会社であるエススクエアードが青山商事の完全子会社となると同時に、メルボメンズウェアーも青山商事のグループ会社となる。

## 展開ブランド
- azabu tailor
  - 頑張るビジネスマンの為の頑張る麻布テーラーを信条に36,750円からパターンオーダースーツを展開。
- AZABU THE CUSTOM SHIRT
  - 麻布テーラーの既製シャツ専門店。
- AZABU THE CLASSIC TAILOR
  - クオリティとサービスを限りなく追求し極めた21世紀型ビスポークテーラー。
- R&BLUES
  - ライフスタイルに根ざしたリアルクロージングを展開。

## レディーメイド・オーダーシステム
同社の親会社のメルボ紳士服は、ただの老舗の紳士服販売企業ではなく、顧客が気に入った生地・色・柄・デザインからスーツを仕立てるレディーメイド・オーダーシステムをいち早く採用し、有名百貨店で展開されていた国内すべての系列店で実践していた企業として、ファッション業界の中でよく知られている。これは今から30数年前の1983年のことであり、当時はまだ今のように「洋服の青山」や「はるやま」や「コナカ」といった紳士服量販店が全国展開する前のことで、当時としては画期的なシステムでもあった。
因みにメルボ紳士服は、今から50年以上前にTBSで放送され、近年ではNHKの衛星放送第2チャンネルで放送されていたアメリカ発のテレビドラマ「逃亡者」で主人公のリチャード・キンブルを演じていたデヴィッド・ジャンセンを自社の広告やポスターなど起用していたこともあり、他にはJR山手線の大崎駅と品川駅の間や、大阪は御堂筋線の西中島南方駅と中津駅の間、淀川沿いにネオンサインを設置したりと、紳士服販売企業の中では派手にパブリシティをおこなっていた企業でもあった。その結果財政が傾斜化し、経営が立ち行かなくなっていったことも事実である。